# Transdeterminación
La transdeterminación es un proceso poco frecuente mediante el cual células relativamente diferenciadas pueden cambiar de linaje celular. Este proceso se observa en ocasiones en los discos imaginales que aparecen en las larvas de insectos como la mosca.
Experimentos con trasplantes han demostrado que los discos imaginales están determinados a formar estructuras adultas específicas mucho antes de la metamorfosis. Esta determinación específica se mantiene mayoritariamente incluso después de numerosas divisiones celulares e incluso cuando células de un disco se posicionan en las cercanías de otro. Sin embargo, después de varias divisiones celulares regenerativas, las células del disco pueden cambiar su estado determinado, por ejemplo, células de la pata pueden originar un ala; este proceso es el que se conoce como transdeterminación. En experimentos de transdeterminación se aislaron discos imaginales de una larva donante, se fragmentaron y se implantaron en el abdomen de una mosca adulta donde sufrieron un crecimiento regenerativo. Posteriormente, estos discos se reaislaron y trasplantaron al cuerpo de una larva donde entraron en metamorfosis sincrónicamente con ella. Después de la metamorfosis, se pudo identificar de manera diferencial la estructura adulta originada a partir del disco implantado.
Todos los discos imaginales pueden transdeterminar, pero la mayoría raramente lo hacen y solo después de numerosas divisiones. Por tanto, la determinación celular es un hecho apropiadamente conservado. En el interior de cada disco imaginal se han identificado regiones que, si se estimulan para que se dividan, transdeterminarán en más de un 60 % de los casos. Estas regiones se denominaron “puntos débiles”.
La transdeterminación es un suceso policlonal y no el resultado de una diferenciación de células en reserva o de mutaciones somáticas. Tampoco es un proceso que ocurra al azar. Una transdeterminación recíproca puede ocurrir con diferentes probabilidades. Por ejemplo, existe una mayor posibilidad de que una antena dé origen a una pata que una pata genere una antena. Diferentes transdeterminaciones pueden ocurrir de forma secuencial en la regeneración a partir de un mismo disco. La transdeterminación de los genitales a patas o antenas, por ejemplo, se considera una transdeterminación de primer orden, mientras que una transdeterminación a ala solo podría tener lugar como consecuencia de la primera. De hecho, transdeterminaciones de tercer orden podrían llegar a ser posibles pero solo después de una estricta secuencia de acontecimientos.
Por otro lado, muchas transdeterminaciones se asemejan a fenotipos mutantes de genes homeóticos (genes Hox). Varios estudios han demostrado que la transdeterminación puede venir mediada por cambios en la expresión de genes homeóticos. La transdeterminación de antena a pata puede ser inducida por un fallo en la expresión del gen Antennapedia (Antp) en el disco ojo/antenal sin necesidad de tratamientos físicos. En este experimento, todas las células del animal expresaron Antp de forma correcta excepto una pata aparecida en lugar de una antena, en el mismo "punto débil" identificado en el experimento de fragmentación y regeneración. Por lo tanto, se puede especular con que las células de este "punto débil" tienen que expresar un diferente patrón de genes sensibles a la expresión de Antp.
A nivel molecular podemos observar variaciones en el microentorno de las células que sufrirán transdeterminación. Como ejemplo se puede tomar la actividad de los genes wingless (wg) y decapentaplegic (dpp) en la transdeterminación de pata a ala. En los discos imaginales, el factor de transcripción vestigial (vg) es una marcador molecular de la identidad de los discos dorsales como los de ala. Durante el desarrollo de los discos dorsales, la expresión de vg se colocaliza con la de wg y dpp. En los discos ventrales como los de pata, wg y dpp no solapan y tampoco hay expresión de vg. Sin embargo, si las actividades wg y dpp son activadas experimentalmente en las regiones dorsales de discos ventrales intactos, se estimula la división celular y la transcripción de vg, transdeterminando las células de pata a identidades dorsales como las de ala en el 90 % de los discos ventrales. Esta transdeterminación dorsoventral también puede ser inducida por expresión ectópica de otros genes de la ruta de señalización de wg y dpp. La expresión ectópica de la ruta de señalización de wg también induce la expresión de vg en antena, donde se puede observar una transdeterminación a ala. Además, otros sucesos de transdeterminación de primer orden no relacionados directamente con la actividad vg pueden tener lugar si se expresa wg de manera ectópica. En estos casos, wg ectópico a través de interacción con dpp, cambia la expresión de genes homeóticos resultando en un proceso de transdeterminación.